# Pedicularis crenulata
Pedicularis crenulata är en snyltrotsväxtart som beskrevs av George Bentham. Pedicularis crenulata ingår i släktet spiror, och familjen snyltrotsväxter.

## Underarter
Arten delas in i följande underarter:
- P. c. candida
- P. c. crenulata